# Sédiogo
Sédiego  è una città e sottoprefettura della Costa d'Avorio appartenente al dipartimento di Sinématiali. Conta una popolazione di 5 704 abitanti (censimento 2014).